# R.I.P. Aimons-nous vivants !
Pour les articles homonymes, voir RIP.
Production
Diffusion
R.I.P. Aimons-nous vivants ! est une série télévisée franco-belge réalisée par Frédéric Berthe d'après un scénario de Varante Soudjian et Thomas Pone, diffusée pour la première fois en Suisse à partir du 9 juillet 2024 sur RTS 1, en Belgique à partir du 13 juillet 2024 sur RTL TVI et en France à partir du 16 juillet 2024 sur TF1.
Cette comédie est une coproduction d'Alef Two, TF1, RTL TVI et Be-FILMS.

## Synopsis
Anne-Lise voit sa vie bouleversée lorsque, à la mort de son père, elle hérite de la direction de l'entreprise de pompes funèbres qu'il avait fondée. Malgré ses efforts pour s'éloigner de sa ville natale et de ce secteur, elle se retrouve obligée de prendre les rênes de l'entreprise familiale.
D'abord perçue comme une lourde responsabilité, cette nouvelle position s'avère progressivement être une opportunité pour Anne-Lise de résoudre ses propres problèmes, notamment son inclination à se mêler de la vie des autres. Ce penchant trouve un écho particulier lorsqu'il s'agit de clients endeuillés cherchant des solutions à leurs problèmes personnels.
Anne-Lise peut compter sur le soutien de ses employés dévoués et originaux, démontrant ainsi que les mariages peuvent être empreints de larmes et les enterrements de rires.

## Distribution
- Claudia Tagbo : Anne-Lise
- Cassie Mokoumbo Fowe : Tycia
- Antoine Duléry : Claude Sorda
- Pascal Légitimus : Patrick
- Guy Lecluyse : Sylvain
- Marie-Hélène Lentini : Louison
- Arnaud Binard : Michel
- Philippe Lellouche : Frédo
- Ornella Fleury : Julie
- Janis Abrikh : Nasser
- Samuel Bambi : Samy
- Arthur Choisnet : Fabien Sorda
- Shirley Bousquet : Claire
- Claire Borotra : Carole Rabinot
- Flore Bonaventura : Ophélie Rabinot
- Sovanny Dupeux : Juliette
- Caroline Santini : Émilie
- Oscar Berthe : Un des fils de Carole Robinot

## Production

### Genèse et développement
En juin 2023, Claudia Tagbo décide de mettre fin après huit épisodes à la série Le crime lui va si bien pour incarner un nouveau rôle récurrent dans une comédie de TF1 baptisée R.I.P., : « Ce n'est pas vraiment fini avec France 2, mais c'est fini avec la production. On a arrêté cette série parce qu'avec la production ça n'allait plus bien, on ne s'entendait pas bien. J'ai dit : “OK, j'arrête”. Quand on n'est pas bien dans un endroit, il faut s'arrêter. Puis, après, j'ai fait un petit coucou à tout le monde en disant que j'étais libre et là il y a eu un truc qui est tombé sur la table. J'ai regardé et j'ai fait : “Waouh, ça c'est drôle !” Et c'est TF1, voilà, on y va »,.
La série est écrite par Varante Soudjian et Thomas Pone, et réalisée par Frédéric Berthe,,.
Cette comédie est une coproduction d'Alef Two, TF1, RTL TVI et Be-FILMS,,,.

### Tournage
Le tournage de la série a lieu à partir du 12 octobre 2023 en région Île-de-France,,.
On peut voir au début du premier épisode, après la séance du train, l'église de Gif-sur-Yvette. La Maison du Deuil est un ancien restaurant, Les Charmilles situé à l'angle de la rue de la Dimancherie et de l'avenue du Maréchal Joffre à Orsay.

### Fiche technique
Sauf indication contraire, les informations mentionnées dans cette section peuvent être confirmées par les bases de données cinématographiques  présentes dans la section « Liens externes ».
- Titre français : R.I.P.
- Genre : comédie
- Production : Nora Melhli[9]
- Sociétés de production : Alef Two, TF1, RTL TVI et Be-FILMS[5],[6],[8]
- Réalisation : Frédéric Berthe[5],[6],[8]
- Scénario : Varante Soudjian et Thomas Pone[5],[6]
- Pays de production :  France /  Belgique
- Langue originale : français
- Format : couleur
- Nombre de saisons : 1
- Nombre d'épisodes : 2
- Durée : 52 minutes
- Dates de première diffusion :
  - Suisse : 9 juillet 2024 sur RTS 1[11]
  - Belgique : 13 juillet 2024 sur RTL TVI[12]
  - France : 16 juillet 2024 sur TF1[13],[6]

## Accueil

### Accueil critique
Pour Lucie Reeb, du site Allociné, « Si l'originalité et la qualité d'écriture des histoires que sera amenée à résoudre Anne-Lise est au rendez-vous, la Une tient peut-être là sa nouvelle grande comédie dramatique familiale, déjà assurée d'être portée par une actrice talentueuse et populaire, en la personne de Claudia Tagbo ».
Pour le magazine Télé-Loisirs, le double épisode pilote est bon : « Réalisé par Frédéric Berthe, ce pilote de série en deux parties au sujet original – le scénario est signé Varante et Pone –, est porté par l'actrice et humoriste Claudia Tagbo. Elle est entourée par une belle bande de comédiens au sein d'une société de pompes funèbres où on passe du rire aux larmes ».

### Audiences et diffusion

#### En France
En Belgique, le double épisode pilote, diffusé le 13 juillet 2024 sur RTL TVI, est regardé par 215 015 téléspectateurs, et se classe deuxième en termes d'audience.
En France, le double épisode pilote, diffusé le 16 juillet 2024 sur TF1, est regardé par 3,58 millions de téléspectateurs, soit 21,9 % de part de marché.